# Teroristički napad u Rijeci
Teroristički napad u Rijeci bio je teroristički napad koji je izveden 20. listopada 1995. u hrvatskom gradu Rijeci. Bio je to prvi islamistički udar na europskom tlu.
Teroristički napad je u svezi s time što je Hrvatska izručila SAD-u istaknutog člana Al Gamma'e al-Islamiyye Tal`ata Fu'ada Qassima (Fuad Kasem), znanog i kao Abu Talal al-Qasimi. On je nestao na putu iz Hrvatske za BiH. Rujna 1995. navodno je otet je u Hrvatskoj dok je putovao prema BiH gdje je još bio rat. Prema jednim nagađanjima, uhićenje su orkestrirale vlasti SAD, koje su zaključile da je on prijetnja interesima SAD. Nakon ispitivanja na palubi plovila američke mornarice, u međunarodnim vodama izručen je egipatskim vlastima.
Za osvetu zbog nestanka Abu Tala’ata al-Qasimija, vođa vojnog krila Al Gamma’a Al-Islamiyye Muhammad Shawki Al-Islambouli, brat ubojice egipatskog predsjednika Anwara Al-Sadata i zet smaknutog vođe Al-Qa’ide Osame bin Ladena, osobno je izdao zapovijed postavljanje automobila-bombe. Izabrao je grad Rijeku za napad jer je smatrao da je američka obavještajna služba preuzela Abu Tala’at al-Qasimija iz PU Rijeka, zbog sumnje u al-Qasimijevo sudjelovanje u terorističkom činu u Svjetskom trgovačkom centru 26. veljače 1993.
Automobil-bomba marke fiat regata eksplodirala je ispred Policijske uprave u Rijeci 20. listopada 1995. u 11.22 sati kad je bombaš-samoubojica iz redova terorista pokušao ubiti ljude zabivši automobil s bombom u zgradu policijske postaje. Namjera je bila uništiti policijsku postaju udarom automobila s eksplozivom u zid zgrade.
Poginuo je vozač automobila-bombe 35-godišnji državljanin Kuvajta John Fawza, pet osoba teže je ozlijeđeno, a 21 lakše. Konačna brojka došla je do 29 ozlijeđenih,
a među ozlijeđenima je dvoje prolaznika. U policijskoj postaji ozlijeđeno je dvadeset i sedam osoba koje su se nalazile ondje, a na ulici dvoje prolaznika. Veću štetu i veći broj ljudskih žrtava spriječila je činjenica što je vozilo Fiat 131 Mirafiori u kojem je bilo 70 kg TNT-a da bi moglo ući u parkiralište policijske postaje u Rijeci moralo oštro zaokrenuti zbog čega je morao smanjiti brzinu čime je izgubio silinu zaleta, što je postaja na višem terenu i zbog stuba između parkirališta i postaje u koje je udario automobil-bomba. Bombaš-samoubojica nije stao na mjestu za posjetitelje, nego je nastavio voziti dalje prema postaji ali su ga zaustavile stube. Zbog toga udar nije bio na željenom mjestu, a silina udarnog vala otišla je natrag prema parkiralištu. Napravila je veliki krater u tlu, uništila parkirane automobile i pročelja okolnih zgrada.
Policija je pri očevidu među komadima automobila zajedno s napadačevim ostatcima pronašla dio kanadske putovnice.

## Utvrđivanje počinitelja
Dan poslije odgovornost za napad preuzela je egipatska teroristička organizacija Al Gamma’a Al-Islamiyya, obrazloživši napad odmazdom za nestanak njezina istaknutog člana Abu Tala’ata al-Qasimija. Nalogodavac terorističkog napada Muhammad Shawki Al-Islambouli oglasio se iz Afganistana početkom 2000. godine i priznao da je on naredio napad na Hrvatsku. Riječki je napad nazvao neuspjelim pokušajem te zaprijetio novim napadom koji će "biti mnogo bolje isplaniran". U studenome iste godine zaprijetio je da će "Hrvatska gorjeti od automobila-bombi" i da će biti "krvi do koljena ako ne sazna gdje je nestao njegov prijatelj Abu Tala’at al-Qasimi". Njegov zagonetan nestanak nije bio razriješen.
Al-Qasimi, jedan je od osnivača terorističke skupine Al Gamma’a Al-Islamiyye. Bila je to najjača islamska skupine koja se borila za promjenu vlasti u Egiptu. Uhićen je 1981. godine s drugim vođama te organizacije i osuđen na dugogodišnji zatvor. Uspio je pobjeći i nakon boravka u nekoliko država dobio je politički azil u Danskoj. U Hrvatsku je stigao iz Nizozemske, iz Amsterdama s danskom putovnicom 12. rujna 1995. godine u društvu prevoditelja Ahmeda Mousa Ahmer Mahmouda, nakon čega mu se izgubio trag. Dalje su ostala samo nepotvrđena nagađanja o tome da ga je uhitio Hrvatsko vijeće obrane pri ulasku u BiH, zatim o prebacivanju u Hrvatsku te o njegovoj deportaciji iz Hrvatske u SAD ili posredstvom CIA-e u Egipat, kao niti njegov dolazak u BiH. Izvješća iz 1995. ne spominju ikakvu umiješanost HVO-a niti Hrvatske, nego da je Qassimi, zbog kojeg je počinjen napad, bio protjeran iz Hrvatske jer je prekršio zakone Republike Hrvatske o boravku u državi. Ondašnji šef za antiterorizam Richard Clarke u Nacionalnom vijeću sigurnosti SAD, izjavio je da je Washington, zabrinut zbog rastućeg terorizma, tražio od vlade BiH neka protjera islamske militante, koja je zbog manjka ljudstva u ratu oklijevala s time. Qassimijevo uhićenje opisao je kao "nestanak" te da je tada kao i većina inozemnih muslimanskih boraca u BiH bio dio Al-Qaide, no da to SAD-u nije bilo poznato u to vrijeme. Vjeruje se da je al-Qassimijev slučaj bio prvi znani slučaj izvanrednog izručenja koje je napravila SAD prema trećoj zemlji bez zapisa o mučenjima.
Teroristička skupina koja je izvela napad, Al Jaamat al Islamiya, odgovorna je za atentat na bivšeg egipatskog predsjednika Anwara Al Sadata, kao i za još nekoliko terorističkih napada i ubojstava u Egiptu, uglavnom na strane turiste. Osoba odgovorna za postavljanje automobila-bombe u Rijeci je Essam Derbala. Derbala je umro 8. kolovoza 1995. u zatvoru u Egiptu, pa su zbog vremenskog poklapanja njegove smrti s ISIL-ovom otmicom hrvatskog državljanina Tomislava Salopeka neki povezivali i tu otmicu kao osvetu za Derbalinu smrt, za koju su islamistički izvori tvrdili da je uslijedila zbog nepružanja liječničke njege.
U pripremi terorističkog napada sudjelovao je Hassan Sherif, koji je sudjelovao u postavljanju automobila-bombe. Automobil marke fiat regata u kojem je bila bomba Sherif je dovezao iz BiH u Hrvatsku. Godine 2000. u uhićen je u BiH i predan egipatskoj vlasti.

## Naknadne informacije
Da bi spriječio scenarij napada na Hrvatsku, hrvatski predsjednik 2000. – 2010. godine Stjepan Mesić nakon što je došao na vlast uputio je odvjetniku Al Gamma’a Al-Islamiyye Montasaru al-Zaiyatu u kojem se obvezuje da će Hrvatska ispitati okolnosti nestanka Abu Tala’ata al-Qasimija, a zauzvrat je tražio da Al Gamma’a Al-Islamiyya ne napada Hrvatsku. Al-Zaiyat je to prenio u izjavi Večernji list na summitu Arapske lige 2002. godine u Bejrutu, a Mesić je to potvrdio u intervjuu srpnja 2010. za Večernji list.
Početkom ožujka 2012. vojni sud, međuvlade u Egiptu nakon revolucije 2011., kojoj je na čelu Abdel Fattah al-Sisi, zbog "narušenog zdravstvenog stanja" oslobodio je svih optužbi trojicu najvećih islamskih terorista, Muhamada al-Zavahirija, brata vođe Al-Qa'ide, Abdelaziza al-Jamala, bivšeg zapovjednika vojske talibana u Afganistanu, te zloglasnog vođu Al-Gamma'e Al-Islamiyye Muhammada Shawkija al-Islambulija koji je jedan od odgovornih za teroristički napad na policijsku postaju u Rijeci. Medicinski vještaci opovrgavali su teze o lošem zdravstvenom stanju. Egipćani su oslobađanje od optužbi Al-Islambulija vidjeli kao početak radikalizacije Egipta, znajući da je Al-Islambuli već bio osuđen na smrt 1992. godine pod optužbom da je pokušao rušiti Mubarakov režim, 1997. godine zbog dizanja u zrak egipatskog veleposlanstva u Islamabadu te niza terorističkih napada i pokušaja atentata na Mubaraka. Godine 1999. opet je osuđen na smrt i to za pokolj nad stranim turistima u Oxuru. Nakon 25 godina izbjeglištva vratio se u Egipat 28. kolovoza 2011. godine. Čim je došao u Egipat, uhićen je i prevezen u zatvorsku bolnicu gdje se nalazio i Hosni Mubarak, na koga je u prošlosti više puta pokušao izvršiti atentate.